# مارایا
مارایا (به انگلیسی: Maraaya) گروه موسیقی اسلوونیایی است.
آن ها در مسابقه آواز یوروویژن ۲۰۱۵ نماینده اسلوونی بودند.